# Charlotte Véry
Charlotte Véry  este o actriță de film, de teatru și televiziune și pictoriță franceză. Printre cele mai cunoscute filme ale sale se numără Poveste de iarnă (1992), Trei Culori: Albastru (1993) și Englezoaica și ducele (2001). 

## Biografie
În 1978, Charlotte Véry a intrat la École des beaux-arts de Saint-Étienne. În 1981, a făcut parte la școala de machiaj Christian Chauveau înainte de a urma școala actorului Rafaël Gozalbo, Centrul American și Institutul European al actorului Radu Penciulescu.
Charlotte Véry a fost cea care l-a determinat pe Éric Rohmer să dorească să dezvolte latura mistică a filmului său Poveste de iarnă (1992), în care a jucat rolul principal al Féliciei. Rohmer se inspiră din interviurile lor pentru scrierea dialogurilor, ba chiar plănuiește ca rolul mamei să fie jucat de adevărata mamă a actriței. Îl regăsește pe Rohmer cu ocazia filmului său conceput cu Marie Rivière, Le Canapé rouge, unde se pot vedea și picturile sale.

## Filmografie selectivă

### Cinéma
- 1986 Cinématon[4], regia Gérard Courant
- 1989 L'Union sacrée, regia Alexandre Arcady
- 1992 Poveste de iarnă (Conte d'hiver), regia Éric Rohmer
- 1993 Trei Culori: Albastru (Trois Couleurs : Bleu), regia Krzysztof Kieślowski
- 1997 Comptes de Noël, regia Laurent Metterie
- 2001 Englezoaica și ducele (L'Anglaise et le Duc), regia Éric Rohmer
- 2004 Canapeaua roșie (Le Canapé rouge), regia Marie Rivière și Éric Rohmer
- 2006 Le Prestige de la mort, regia Luc Moullet
- 2017 Madame Hyde, regia Serge Bozon

### Televiziune
- 1987 Lorfou, regia Daniel Duval
- 1999 H
- 1999 Joséphine, ange gardien
- 2001 L'Amour sur un fil, regia Michaëla Watteaux
- 2006 Du goût et des couleurs, regia Michaëla Watteaux